# Estadio Lokomotiv (Sofía)
El Estadio Lokomotiv (en búlgaro: Стадион „Локомотив“) es un estadio multiusos ubicado en Sofía, Bulgaria. El estadio fue inaugurado en 1985 y tiene capacidad para 22 000 personas, de las cuales 17 500 son sentadas. Habitualmente se utiliza para partidos de fútbol y es el estadio del PFC Lokomotiv Sofia. Asimismo, desde 2000, el estadio es utilizado para conciertos de rock notables.

## Conciertos
1. Black Sabbath, 2005
2. Depeche Mode, 2006
3. Eros Ramazzotti, 2006
4. George Michael, 28 de mayo de 2007, 25 LIVE tour
5. Iron Maiden, 4 de junio de 2007
6. Kylie Minogue, 18 de mayo de 2008
7. Elton John, 13 de junio de 2010
8. Amy Winehouse, 1 de marzo de 2011

P!nk iba a actuar en el estadio en su I'm Not Dead Tour el 1 de julio de 2007, pero canceló el concierto por una enfermedad.